# Heyárfoss
Heyárfoss (che in lingua islandese significa: cascata del fiume Heyá) è una cascata alta circa 15 metri, nel territorio del comune di Reykhólahreppur, contea di Austur-Barðastrandarsýsla, nella regione del Vestfirðir, la regione dei fiordi occidentali dell'Islanda.

## Descrizione
La cascata si trova nella valle Grundardalur a circa un chilometro a nord della città di Reykhólareppur. È alimentata dal fiume Heyá, dopo che ha attraversato la valle omonima, Heyárdalur. Il piccolo corso è alimentato dall'acqua di fusione e d'estate rimane spesso quasi privo d'acqua.
La cascata si trova tra le fattorie Höllustaðir e Skerðingsstaðir, circa due chilometri a nord-ovest della città di Reykhólahreppur e l'acqua cade da una parete rocciosa del monte Reykjanesfjall.

## Accesso
La cascata non è visibile dalla strada S607 Reykhólasveitarvegur e deve essere raggiunta con un breve percorso a piedi dietro alle fattorie. Proseguendo lungo la strada S607 nella penisola di Reykjanes, si incontrano anche tre altre cascate che scendono dal Reykjanesfjall, cioè Grundarfoss, Miðjanesfoss e Staðarfoss, situate a pochi chilometri di distanza. 